# Ernst-Abbe-Gymnasium (Berlin)
Das Ernst-Abbe-Gymnasium (EAG) ist ein öffentliches Gymnasium an der Sonnenallee in Berlin-Neukölln. Benannt wurde es nach dem Physiker und Optiker Ernst Abbe. In den 1920er Jahren galt die Schule als Vorreiterin reformpädagogischer Ansätze.

## Geschichte
Der damalige Berliner Vorort Rixdorf, der gegen Ende des 19. Jahrhunderts ein starkes Bevölkerungswachstum aufwies, benötigte dringend eine weiterführende Schule. Diese wurde 1899 als „Höhere Lehranstalt für Knaben“ in der damaligen Kaiser-Friedrich-Straße, der heutigen Sonnenallee, in Betrieb genommen und ist somit das älteste Gymnasium Neuköllns. Seit 1902 trug sie den Namen „Kaiser-Friedrich-Realgymnasium“. Der Begriff Realgymnasium bedeutete eine Aufwertung im Sinne einer modernen, den Naturwissenschaften und der Technik aufgeschlossenen Schule.
Knapp 20 Jahre später wurde der Reformpädagoge Fritz Karsen Direktor und baute die Schule zu einer pädagogischen Vorreiterin für Deutschland aus. Er führte sogenannte Arbeiter-Abiturientenkurse ein und machte die Schule damit zum Geburtsort des Zweiten Bildungswegs. Im Jahr 1927 ergänzte Karsen das Realgymnasium um eine achtstufige Volksschule und schuf so eine Einheitsschule. Die Schule war damit die erste integrierte Gesamtschule Deutschlands. Die Lehranstalt wurde in Karl-Marx-Schule umbenannt. Eine besondere literaturgeschichtliche Aufmerksamkeit erfuhr die Schule durch Bertolt Brechts Zusammenarbeit mit ihrer Theatergruppe, als er dort die reformpädagogisch orientierte, experimentelle Schuloper Der Jasager einstudierte und nach Verbesserungsvorschlägen der Schüler eine neue Fassung namens Der Neinsager verfasste. Beide Fassungen arbeitete Brecht nach weiterer kritischer Auseinandersetzung mit den Schülern zu einer letztgültigen Version um, die am 18. Mai 1931 öffentlich aufgeführt wurde.
Nach der Machtübernahme der Nationalsozialisten 1933 wurde Karsen entlassen und die Schule erhielt ihren ursprünglichen Namen zurück, später wurde sie nach dem Heimatdichter Hermann Löns umbenannt. Das Kollegium wurde fast komplett ausgetauscht; die Zahl der jüdischen Schüler sank innerhalb eines Jahres von 120 auf unter 10. Die Zeitzeugin Lucie Müller erinnert sich: „Das Abitur konnten wir vom Abiturjahrgang 1933 zwar noch alle machen, zum Studium an den Universitäten wurden wir jedoch nicht zugelassen. Es wurde uns angeboten, unter der neuen Schulleitung die Schule ein weiteres Jahr zu besuchen und erneut das Abitur abzulegen, dazu war aber niemand aus meiner Klasse bereit.“ Im Jahr 1956 erhielt die Schule ihren jetzigen Namen.
Koedukation gibt es seit dem Einheitsschulgesetz von 1948, nachdem sie schon einmal zur Zeit der Karl-Marx-Schule (Berlin-Neukölln) praktiziert wurde.

## Architektur
Der viergeschossige Backsteinbau wurde 1901/02 nach Entwürfen des Architekten Hermann Weigand errichtet, das Gebäude der Vorschule in den Jahren 1906/07 nach Entwürfen von Reinhold Kiehl. Das Schulgebäude ist heute denkmalgeschützt und wurde in den Jahren 2012 bis 2018 grundsaniert.

## Lehrangebot
Aktuell (2023) unterrichten 69 Lehrkräfte und 8 Referendare 735 Schüler in 17 Klassen und Oberstufenkursen. Die Schüler kommen aus 21 verschiedenen Sprach- und Kulturräumen, was einem ndH-Anteil (siehe Migrationshintergrund) von 91 % entspricht. Sehr viele Schüler stammen aus sozial benachteiligten Familien, so dass die EAO die Höchstförderung über das Bonusprogramm der Stadt Berlin bekommt, aus dem u. a. die digitale Ausstattung der Schule, die Nachmittagsbetreuung für die Mittelstufe und die Hälfte der Schulsozialarbeit finanziert werden.
In Klasse 7 kann zwischen Latein und Französisch als zweiter Fremdsprache gewählt werden. Im Rahmen des Wahlpflichtunterrichtes in der 8. Klasse kann man die jeweils andere Sprache als 3. Fremdsprache wählen. Bereits ab Klasse 7 können die Schüler verstärkten Englischunterricht erhalten, der sie befähigt, ab Klasse 9 in einem anderen Unterrichtsfach (zur Auswahl stehen Erdkunde, Geschichte oder Biologie), ab Klasse 10 in einem weiteren dieser Unterrichtsfächer bis zum Abitur bilingual unterrichtet zu werden.
Die EAO bietet fünf Arbeitsgemeinschaften an, darunter eine Chor-AG. Die Schule ist seit 2018 zertifizierte "Contigo-Schule ohne Mobbing". Seit einigen Jahren gibt es einen speziellen und exklusiven Schulplaner, den alle Schüler anschaffen müssen.
Sprachbildung hat an der EAO ein besonderes Gewicht. Bis 2019 nahm die Schule daher als eine von neun weiterbildenden Schulen in Berlin am bundesweiten Projekt BiSS (Bildung durch Sprache und Schrift) teil, seit 2021 am Nachfolgeprojekt BiSS-Transfer. In diesen Rahmen gehört auch das Projekt "Pons Latinus", das an der Schule ab 2000 entstand und in dem es um sprachbildenden Lateinunterricht geht.

## Kuriosa
Tadelnswerte Handlungen aus der Zeit vor 1914, festgehalten im Klassenbuch:
- "... wegen Entfachen eines Feuers mit Rauchentwicklung unter der Bank!"
- "... weil er in der Biologiestunde die Fische im Aquarium störte!"
- "... störte durch albernes Schnauben!"
- "... weil er seinem Banknachbarn eine Stricknadel ins Gesäß jagte, so dass dieser wegen Vergiftungsgefahr sofort einen Arzt aufsuchen musste!"
- "... erhält zwei Stunden Arrest, weil er mit Knallfröschen und Schaukeln aller im Klassenzimmer befindlichen Hängelampen, die mit Zwirnsfäden untereinander verbunden waren sowie durch heisere Schreckensrufe ein Erdbeben vorzutäuschen suchte."[7]

In der Klasse 13b, die Ostern 1953 Abitur machte, saß unter 16 Mädchen ein einziger Junge, der auf den fatalen Namen "Ziegenhirt" hörte.

## Schüler
- Herbert Ansbach (* 1919, † 1988), Widerstandskämpfer, SED-Funktionär
- Ernst Bornemann (* 1915, † 1995), Anthropologe, Psychoanalytiker, Sexualforscher
- Kurt Gossweiler (* 1917, † 2017), Historiker
- Walter Haenisch (* 1906, † 1938), Anglist, Mitarbeiter an der ersten  Marx-Engels-Gesamtausgabe
- Max Kahane (Journalist) (* 1910, † 2004), Chefredakteur Allgemeiner Deutscher Nachrichtendienst
- Erich Lange (* 1908, † 1954), Politiker
- Wolfgang Leonhard (* 1921, † 2014), Historiker
- Wolfgang Ruge (* 1917, † 2006), Historiker
- Werner Steinbrinck (* 1917, † 1942), Widerstandskämpfer
- Egbert Weiß (* 1931, † 2022), Jurist
- Frank Zander  (* 1942), Musiker, Moderator, Schauspieler
- Carsten Podlesch (* 1969), Radrennfahrer
- Christian Ziege (* 1972), Fußballspieler und -trainer
- Murat Topal (* 1975), Polizist und Comedian
- Juju (Rapperin) (* 1992)
- Emircan Emes Yildirim (* 1998), Schauspieler

## Schulleiter
- 1902        Kaiser-Friedrich-Realgymnasium           Harry Denicke
- 1909        Kaiser-Friedrich-Realgymnasium           Max Krüger
- 1921        Kaiser-Friedrich-Realgymnasium           Fritz Karsen
- 1928        Karl-Marx-Schule                         Fritz Karsen
- 1933        Kaiser-Friedrich-Realgymnasium            Kurt Schwedtke
- 1939        Hermann-Löns-Schule                      Otto Klemme
- 1945        Karl-Marx-Schule                         Roth
- 1945        1. und 4. Oberschule                     Basler (Zusammenlegung mit der Agnes-Miegel-Schule)
- 1948        4. Oberschule Wissenschaftlichen Zweiges Anna Encke
- 1956        Ernst-Abbe-Oberschule (Gymnasium)        Gertrud Panzer
- 1961        EAO                                      Heinz Schoenwälder
- 1981        EAO                                      Dieter Pfannenstiel
- 1997        EAO                                      Michael Frank (kommissarisch)
- 1998        EAO                                      Lothar Wolter (kommissarisch)
- 1999        EAO                                      Carola Fengler (kommissarisch)
- 2005        EAO                                      Birgit Nicolas
- 2015        EAO                                      Tilmann Kötterheinrich-Wedekind
- 2021        EAO                                      Monique Freund (kommissarisch)
- 2024        EAO                                      Lutz Großmann